# آمي مامادوف
آمي مامادوف (بالأذرية: Əmi Məmmədov)‏ هو عسكري أذربيجاني، ولد في 1922 في باكو في أذربيجان، وتوفي في 26 مارس 1944 في ميكولايف في أوكرانيا.